# Лас-Вегас-Стрип
Лас-Вегас-Стрип (англ. Las Vegas Strip) — примерно семикилометровый участок бульвара Лас-Вегас в округе Кларк в штате Невада, США. Здесь находится большинство крупнейших гостиниц и казино агломерации Лас-Вегаса, при этом Стрип лежит за пределами самого города и административно относится к пригородам — Парадайсу и Уинчестеру. В южной части Лас-Вегас-Стрип находится легкоузнаваемый символ Лас-Вегаса — знак «Добро пожаловать в сказочный Лас-Вегас».
Исторически казино в Лас-Вегасе были разрешены только в центре города на Фримонт-стрит, что вынудило некоторых предпринимателей открыть свои заведения за его административной границей. Первым казино, которое открылось в месте, ныне известном как Стрип, было El Rancho Vegas, появившееся в 1941 году и просуществовавшее около двадцати лет. Стрип стал быстро развиваться; эра огромных развлекательных комплексов началась в 1969 году с открытием International Hotel на 1512 номеров (ныне известен как Las Vegas Hilton). В настоящее время на Стрипе располагается множество таких заведений, совмещающих в себе гостиницу, торговый центр, казино, парк развлечений и так далее, например, «Нью-Йорк, Нью-Йорк», «Луксор Лас-Вегас».